# حاج یوسف (شازند)
حاج یوسف (شازند)، روستایی از توابع بخش سربند شهرستان شازند در استان مرکزی ایران است.